# سعدیه خان
سعدیه خان بازیگر تلویزیون و سینما پاکستان است. او بیشتر به خاطر نقش امان در فصل ۱ و ۲ خدا عاور محبت شناخته شده‌است او آخرین بار در نقش مریم در سریال Maryam Periera (2018) از TV One دیده شد.
خان برای ایفای نقش‌های مختلف در تعدادی سریال تلویزیونی از جمله امان در خداعاور محبت (۲۰۱۱)، ناینا سید در لا (۲۰۱۴)، ام هانی در شیاد (۲۰۱۷) و مریم در سریال مریم پریره (۲۰۱۷) شناخته شده‌است.

## فیلم‌شناسی
| سال       | عنوان                           | نقش        | کارگردان          | یادداشت         | مراجع    |
| تلویزیون  | تلویزیون                        | تلویزیون   | تلویزیون          | تلویزیون        | تلویزیون |
| --------- | ------------------------------- | ---------- | ----------------- | --------------- | -------- |
| ۲۰۱۰      | یاریان                          | سلما       | آصف رضا میر       |                 |          |
| ۲۰۱۱      | خدا اور محبت                    | ایمان      | انجم شهزاد        |                 | [ ۹ ]    |
| ۲۰۱۴      | لا                              | ناینا سید  | فاروق ریند        |                 | [ ۱۰ ]   |
| ۲۰۱۶–۲۰۱۷ | خدا اور محبت ۲                  | ایمان      | سید علی رضا اسامه |                 | [ ۹ ]    |
| ۲۰۱۷      | مشریک                           | پیال       | کامران قریشی      |                 | [ ۱۱ ]   |
| ۲۰۱۷–۲۰۱۸ | شیاد                            | ام هانی    | سید علی رضا اسامه |                 | [ ۱۲ ]   |
| ۲۰۱۸–۲۰۱۹ | مریم پریرا                      | مریم پریرا | اقبال حسین        |                 | [ ۱۳ ]   |
| فیلم      |                                 |            |                   |                 |          |
| ۲۰۱۵      | نمی‌دانم Y2. . زندگی یک لحظه است | عایشه      | سانجی شارما       | فیلم هندی-نروژی | [ ۱۴ ]   |
| ۲۰۱۶      | عبدالله: شاهد نهایی             | ظهیرا      | هاشم ندیم         | نقش اصلی        | [ ۱۵ ]   |
| ۲۰۲۳      | هوی توم اجنابی                  |            | کامران شهید       | نقش اصلی        |          |